# St. Jacobus Maior (Herreth)

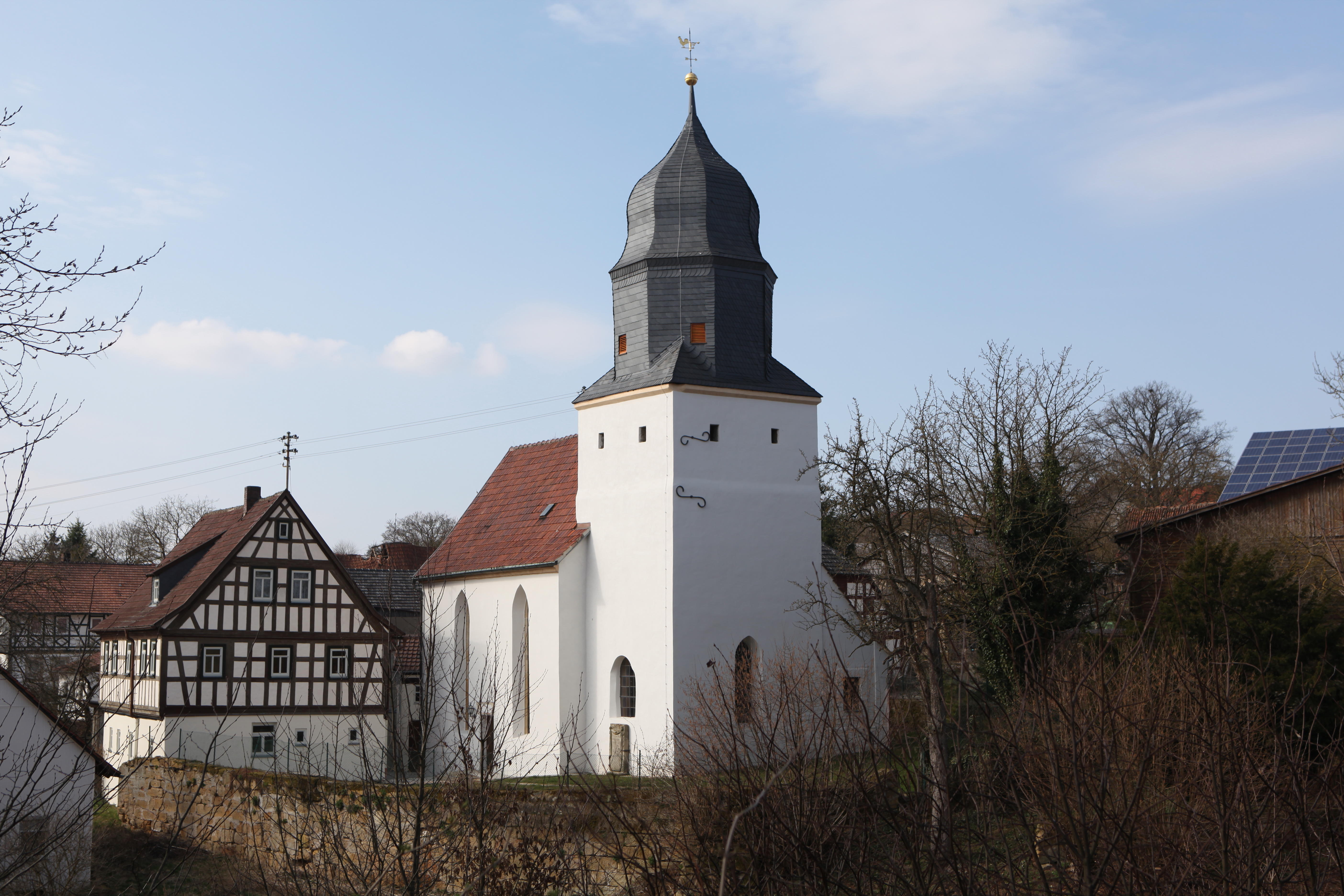
Pfarrhaus und Kirche St. Jacobus in Herreth

Die evangelisch-lutherische Pfarrkirche St. Jacobus Maior im oberfränkischen Herreth, einem Gemeindeteil von Itzgrund im Landkreis Coburg, stammt aus dem 17. Jahrhundert.

## Geschichte
Erstmals wurde 1491 ein Gottesdienst in der Herrether Filialkirche erwähnt, die dem Heiligen Jacobus geweiht ist. Die Gemeinde gehörte damals zum Altenbanzer Kirchensprengel. Die bestehende Chorturmanlage ist im Kern wohl noch spätmittelalterlich.
1529 wurde die Reformation eingeführt. Im weiteren Verlauf folgte die Trennung von der Pfarrei Altenbanz. Die adeligen Patronatsherren Hans Stein zu Altenstein und Hans Paul von Schaumberg beauftragten 1583 Konrad Picker, einen ehemaligen Benediktinermönch, in Herreth sonntags zu predigen. 1585 beriefen sie Johann Köhler zum ersten protestantischen Pfarrer. Die erste Hälfte des 17. Jahrhunderts war von Glaubenskämpfen um die Kirche und die Pfarrei Herreth geprägt. Der letzte Rekatholisierungsversuch erfolgte 1629. Allerdings konnten sich die Bamberger und Würzburger Bischöfe nicht durchsetzen. Die Herrether gingen nicht in die katholischen Messen, sondern besuchten im benachbarten Gleußen die evangelischen Gottesdienste. Die Betreuung durch den Gleußener Pfarrer dauerte bis 1725.
1669 wurde der Kirchturm neu errichtet. Das alte Sockelgeschoss mit dem Chorraum blieb dabei vermutlich erhalten. Zwischen 1692 und 1694 folgte die Instandsetzung des Langhauses. Dabei wurde unter anderem eine doppelgeschossige Empore eingebaut. Der Dachstuhl, die Fenster und das Gestühl wurden erneuert. 1695 folgte der Anbau einer Sakristei. Die Innenausstattung und ein Pfarrhaus in den Jahren 1708 bis 1710 bildeten den Abschluss der Arbeiten. 1725 setzten die Dorfadeligen wieder einen protestantischer Pfarrer in Herreth ein.
1831 ließ die Gemeinde den Glockenstuhl erneuern und eine Innenrestaurierung durchführen. 1850 wurden die beiden Nordfenster vergrößert. Weitere Renovierungen folgten 1909 und 1921/22. Im Rahmen einer umfangreichen Instandsetzung erhielt der Innenraum mit neuer Holzdecke und Inneneinrichtung seine aktuelle Fassung. Die Fassade wurde 2010/11 renoviert.
Ab 1857 durfte der Herrether Pfarrer auch die Protestanten der Pfarreien in der Umgebung betreuen. 1935 hatte die Gemeinde 500 Mitglieder und der Kirchensprengel umfasste insgesamt 52 Ortschaften, davon alle des Landkreises Staffelstein östlich vom Main. Nach dem Zweiten Weltkrieg war die Zahl der Gemeindemitglieder auf über 3000 gewachsen. Mit dem Bau der Dreieinigkeitskirche in Staffelstein im Jahr 1959 und der Auferstehungskirche in Zapfendorf 1963 verkleinerte sich der Kirchensprengel. 1975 wurden die Kirchengemeinden Staffelstein und Herreth zusammengelegt.

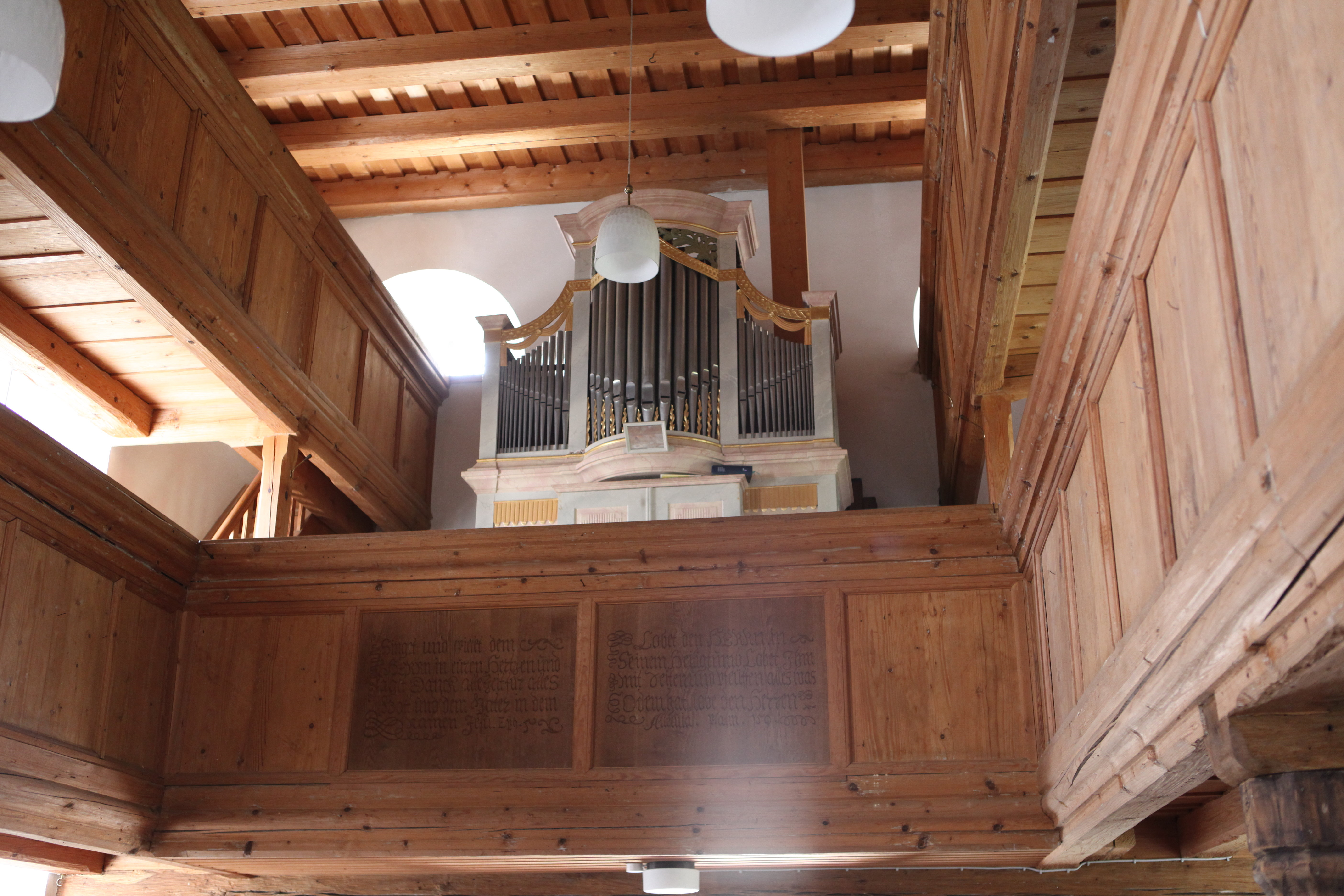
Innenraum und Orgel

## Baubeschreibung
Die Kirche steht auf einem Hügel am Nordostrand des Dorfkerns. Das Gotteshaus und das benachbarte Pfarrhaus sind von einer teilweise abgetragenen ehemaligen Wehrmauer umgeben, die große Sandsteinquader mit Zangenlöchern aufweist und wohl aus dem späten Mittelalter stammt. Die Anlage umfasste auch den ehemaligen Friedhof. Das Pfarrhaus war bis 1960 ein Torhaus und der einzige Zugang zur Kirche.
Der im Grundriss etwa quadratische Chorturm besteht aus verputztem Quadermauerwerk und war wohl zugleich ein Wehrturm. Der Turm hat im dritten Geschoss kleine Rechtecköffnungen. Darüber befindet sich das Traufgesims, gefolgt von dem verschieferten Kirchturmhelm, bestehend aus dem achtseitigen Glockengeschoss mit einem knappen Helm. Den oberen Abschluss bilden ein Knauf und ein Wetterhahn. Das Sockelgeschoss beherbergt den Chorraum mit einer flachen Putzdecke. Ein rundbogiges Südfenster und ein spitzbogiges Ostfenster sind vorhanden. Im Westen bildet ein segmentbogiger Triumphbogen die Verbindung zum Kirchenschiff.
Das im Vergleich zum Turm im Grundriss kleine rechteckige Langhaus hat ein Satteldach und verputzte Brockenmauerwerkwände. Die Längsseiten besitzen zwei hohe Spitzbogenfensterachsen und auf der Südseite einen rechteckigen Eingang. Den Westgiebel gliedern ein weiterer Eingang, zwei hoch angeordnete Rundbogenfenster und ein verschiefertes Dreieck über dem Putzgesims. Den Innenraum des Langhauses überspannt eine moderne Holzbalkendecke. Eine Holzempore ist an den Längsseiten doppelgeschossig und trägt am Westgiebel eingeschossig die Orgel. Die Säulen, die Unterzugbalken und das Brüstungsgesims sind kräftig profiliert. Die Brüstungen haben einfache Felder.
Der Sakristeianbau nördlich vom Kirchturm hat ein Pultdach.

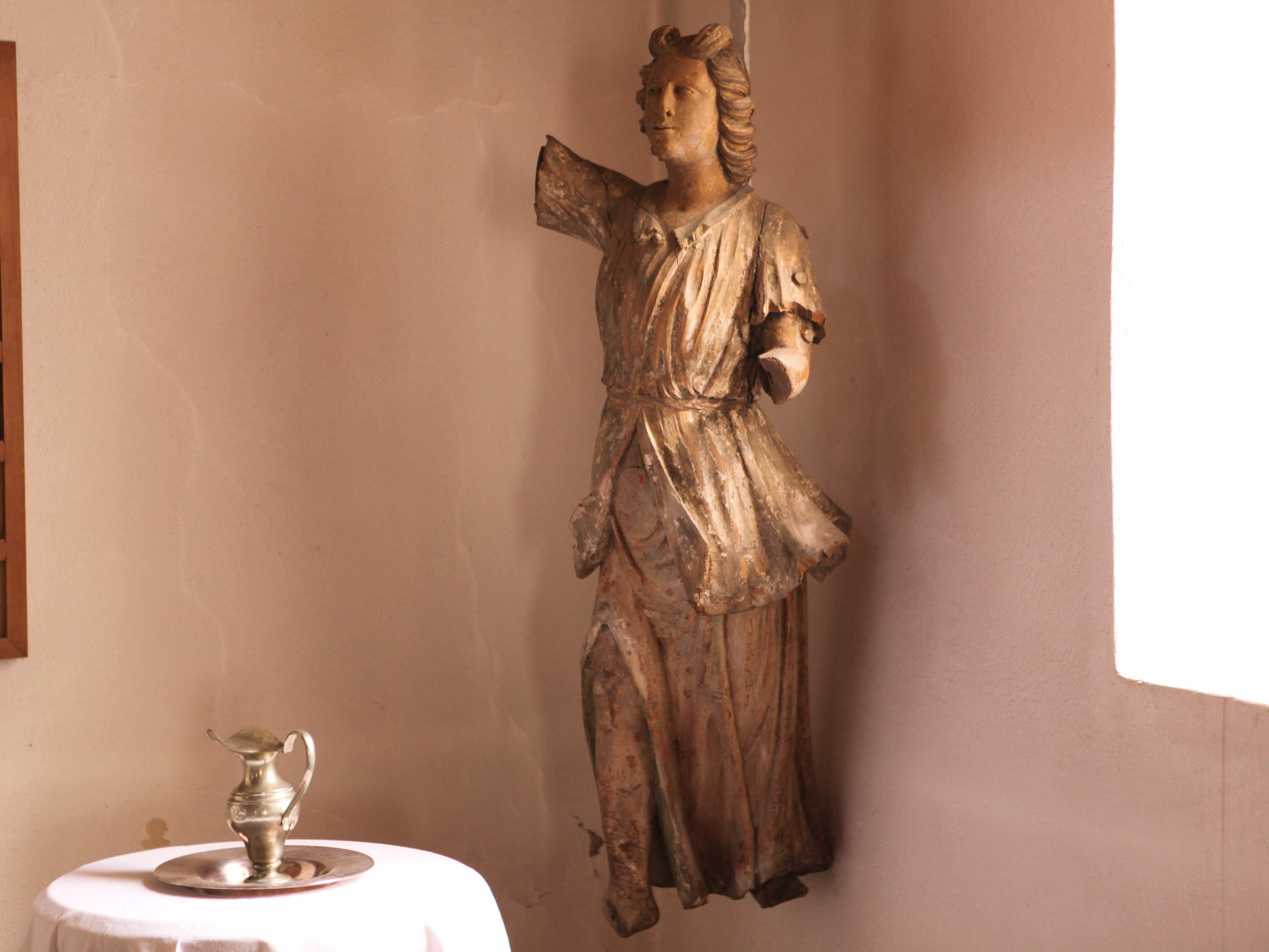
Taufengel

## Ausstattung
An der Ostwand des Chores hängt eine hölzerne Kreuzgruppe des Bildhauers Georg Wißmeyer aus Ottobrunn von 1959. Aus der gleichen Zeit stammen der Altar und die Kanzel aus Sandstein. In der Südostecke des Langhauses steht der hölzerne Torso eines Taufengels aus der ersten Hälfte des 18. Jahrhunderts. Der Taufstein aus Sandstein stammt wohl aus dem frühen 19. Jahrhundert. Er hat einen runden, profilierten Fuß mit einem kurzen Schaft sowie eine runde profilierte Schale. An der Langhaussüdwand hängt eine rechteckige Sandsteingrabplatte, die an den Pfarrer Johann Friedrich Schmoller erinnert, der 1812 starb.

## Orgel
Eine Orgel ist ab 1694 belegt. Im Jahr 1818 stellte der Neustadter Orgelbauer Johann Andreas Hofmann Senior eine neue Orgel auf. Es war wohl sein letztes Werk. Die Orgel wurde 1871 von Anton Etthöfer (1828–1886) aus Margetshöchheim und 1890 von dem Coburger Orgelbauer Anton Hasselbarth repariert. Das ziemlich original erhaltene Instrument mit Schleiflade und mechanischer Traktur hat zehn Register auf einem Manual und Pedal. Den dreiteiligen einfach gestalteten Orgelprospekt gliedern Lisenen. Der Mittelturm trägt ein Gesims, die Seitenfelder haben nach außen schräg abfallende Pfeifen und sind oben mit einem bogenförmigen Mäanderband verziert. Der Spielschrank enthält seitlich jeweils sechs Registerzüge. Eine Restaurierung erfolgte 1980 durch den Orgelbaumeister Martin Haspelmath.